# 소옥현
소옥현(蕭玉嬛, ? ~ ?)은 중국 남북조 시대 양나라의 황족이다. 
양나라 건국 후 영강공주(永康公主)로 봉해졌다. 양 무제와 덕황후 치휘 사이에서 태어난 셋째 딸이다. 남편은 누군지 알 수 없다. 서소패와 사이가 매우 좋았다고 한다.